# Nûr Jahân
Pour les articles homonymes, voir Jahan.
Nûr Jahân, Lumière du monde - de son vrai nom Mihr un-Nisâ, Soleil parmi les femmes - (Kandahar, 1577 - 1645) est la fille de Mîrzâ Ghiyâs Beg, l'Itimâd ud-Daulâ dont on peut visiter le mausolée à Agra et d'Asmat, originaires de Téhéran. Elle est régente de l'empire entre 1622 et 1628.

## Biographie
Nûr Jahân accompagne son père lorsqu'il se rend en Inde pour entrer au service de l'empereur moghol Akbar. À l'âge de dix-sept ans, elle épouse un officier afghan Alî Qulî Istalju, surnommé Sher Afkhan, de qui elle a une fille Ladlî, parfois appelée Bâhu Begam. Sher Afkhan, nommé gouverneur de Burdwân au Bengale par Jahângîr, se révolte et trouve la mort, en 1607, durant une échauffourée au cours de laquelle il avait tué un des amis de Jahângîr.
La jeune veuve est mise au service du harem et c'est là qu'elle fait la connaissance, en 1611, de Jahângîr qui, frappé par sa beauté et son intelligence et malgré ses trente-cinq ans, l'épouse deux mois plus tard. L'ascension de Nûr Jahân va entraîner celle de sa famille, celle de son père, qui va devenir un acteur majeur du gouvernement moghol et recevra le titre d'Itimâd-ud-Daulâ - Pilier de l'État - et celle de son frère Âsaf Khân, dont la fille Mumtâz Mahal épouse en 1612 le prince Khurram, le futur Shâh Jahân (son mausolée sera le célèbre Taj Mahal). 
À partir de 1622, année du décès de son père (pour lequel elle fera construire le mausolée d'Itimâd-ud-Daulâ), Jahângîr ayant sombré dans son addiction à l'opium et à l'alcool, elle est la vraie dirigeante de l'empire assistée par le troisième fils de son époux, le prince Khurram, le futur Shâh Jahân. Cependant, lorsque Shahryâr, le frère de Khurram, épouse Ladlî, Khurram craignant de perdre son avantage pour le trône se retourne contre elle, en 1626, entre en révolte avec le soutien de Mahâbat Khân, un général de l'armée impériale. Jahângîr, défait et fait prisonnier par Mahâbat Khân, réussit à s'échapper. Nûr Jahân le suit dans sa fuite dans le Nord-Ouest de l'Inde où il trouve la mort.
Nûr Jahân fait alors couronner Shahryâr, mais son frère Âsaf Khân, qui a pris le parti de Khurram, met fin à leur espoir. Khurram, monté sur le trône sous le nom de Shâh Jahân, lui ôte toute responsabilité politique et lui octroie une pension. Elle finit sa vie comme poétesse sous le pseudonyme de Makhfî. Elle est enterrée à Lahore.